# Nati nel 1413
| Questa pagina contiene informazioni ricavate automaticamente dalle voci biografiche con l'ausilio del template Bio e di un bot. L'aggiornamento è periodico e automatico e ricostruisce completamente la pagina. Se manca una persona in questa lista, sei pregato di non aggiungerla, ma accertati piuttosto che la sua voce biografica contenga il template Bio e che i dati anagrafici siano correttamente compilati. Se il template Bio manca, inseriscilo tu stesso o, in alternativa, metti l'avviso {{tmp\|Bio}} che ne segnala la mancanza. Se i dati riportati sono sbagliati, correggi direttamente la voce biografica; le modifiche saranno visibili in questa lista entro pochi giorni. Per chiarimenti vedi il progetto biografie. La lista contiene solo le 21 persone che sono citate nell'enciclopedia e per le quali è stato implementato correttamente il template Bio. Pagina aggiornata al 2 giu 2025. |

- 21 febbraio - Ludovico di Savoia, duca († 1465)
- 25 marzo - Pier Maria II de' Rossi, condottiero italiano († 1482)
- 11 agosto - Alfonso Carrillo de Acuña, arcivescovo cattolico e politico spagnolo († 1482)
- 24 agosto - Borso d'Este, duca († 1471)
- 8 settembre - Caterina da Bologna, religiosa italiana († 1463)
- 9 ottobre - Tebaldo Ordelaffi, nobile italiano († 1425)
- 19 novembre - Federico II di Brandeburgo, principe († 1471)
- Marliano Baccarini, vescovo cattolico italiano († 1463)
- Vakhtang IV di Georgia, re († 1446)
- Marco Barbarigo, doge († 1486)
- Giosafat Barbaro, diplomatico, esploratore e politico italiano († 1494)
- Annibale I Bentivoglio, nobile († 1445)
- Salvo Cassetta, religioso e presbitero italiano († 1483)
- Philippe de Culant, militare francese († 1454)
- Khushqadam, sultano egiziano († 1467)
- Francesco Patrizi, scrittore, politico e vescovo cattolico italiano († 1494)
- Prisciano Prisciani, funzionario italiano († 1473)
- Ulrico V di Württemberg, conte († 1480)
- Venceslao I di Teschen, duca († 1474)
- Hélie de Bourdeilles, cardinale francese († 1484)
- Giovanna di Baviera-Landshut, duchessa († 1444)